# Pseudothericles
Pseudothericles is een geslacht van rechtvleugeligen uit de familie Thericleidae. De wetenschappelijke naam van dit geslacht is voor het eerst geldig gepubliceerd in 1899 door Burr.

## Soorten
Het geslacht Pseudothericles omvat de volgende soorten:
- Pseudothericles compressifrons Stål, 1875
- Pseudothericles jallae Griffini, 1897